# Правобережное восстание (1664–1665)

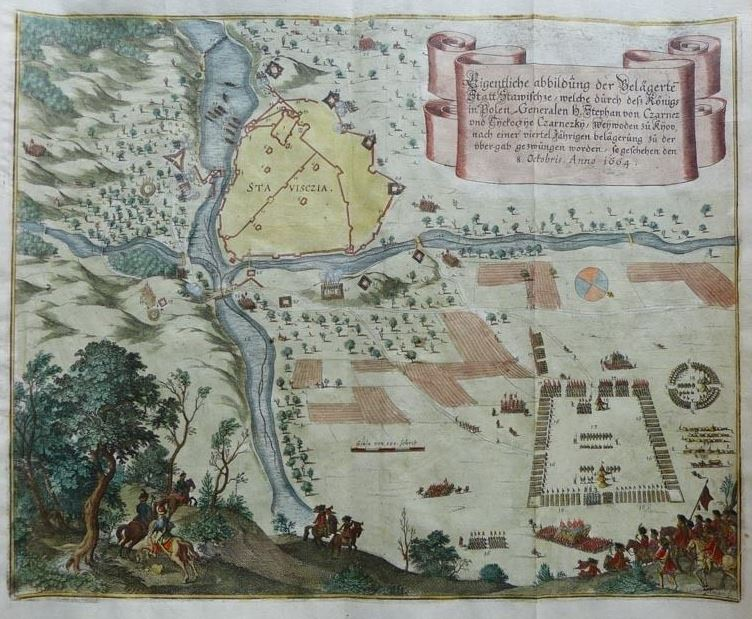
Осада Ставища в 1664 году. Гравюра из Theatrum Europaeum, 1672 год.

Правобережное восстание 1664—1665 годов — вооружённое восстание казаков, крестьян и мещан Правобережной Украины против властей Речи Посполитой в ходе русско-польской войны 1654—1667 годов и гражданской войны в Гетманщине, известной как Руина.

## Причины восстания
Измена части казацкой старшины после смерти Богдана Хмельницкого русскому царю и подписание Гадячского и Слободищенского трактатов с поляками привели к расколу Гетманщины по Днепру и восстановлению на Правобережье польской власти.
Причиной восстания стали попытки реставрации правительством польского короля Яна II Казимира социально-экономических отношений, имевших место до начала восстания Хмельницкого. Непосредственным поводом стали действия польской администрации (при попустительстве гетманского правительства Павла Тетери), направленные на реституцию (восстановление) прав шляхты на земельные владения на Правобережье. Восстание вспыхнуло на фоне неудачного похода коронной армии на Левобережье зимой 1663—1664 годов и военного ослабления Речи Посполитой. В развёртывании восстания активную роль играло запорожское и левобережное казачество. Участие в его подготовке принимали: Иван Выговский, Юрий Хмельницкий, Иван Серко, Фёдор Коробка, Григорий Гуляницкий, Астафий Гоголь и Иосиф Нелюбович-Тукальский. Действия повстанцев, однако, не были в достаточной степени скоординированы и подчинены единому командованию.

## Ход восстания
Восстание началось в январе 1664 года с бунта города Ставище (см. осады Ставища) против польских властей и правобережного гетмана Тетери. В первой половине февраля 1664 года кошевой атаман Запорожской Сечи Иван Серко предпринял поход на Брацлавщину. Здесь запорожцев поддержали торговицкий сотник Д. Сулима и полковник С. Высочан. За короткое время восстание охватило значительные территории Брацлавщины и Киевщины. Количество участников возросло примерно до 20 тысяч человек и они приблизились к мощнейшей на Правобережье Белоцерковской крепости. Только при поддержке татарских орд гетману Павлу Тетере и командиру коронных войск на Украине полковнику Себастьяну Маховскому удалось оттеснить восставших к Лысянке и Торговице (ныне село Новоархангельского района Кировоградской области).
За участие в подготовке восстания 27 марта 1664 года был казнён бывший гетман Иван Выговский. Такая же судьба постигла еще около 1,5 тысячи схваченных повстанцев. Но репрессии властей не только не ликвидировали восстание, а спровоцировали новый виток борьбы. На конец марта — начало апреля 1664 года в руки восставших перешли Млиев (ныне село Городищенского района Черкасской области), Городище, Каменка, Смела, Жаботин (ныне село Каменского района Черкасской обл.) и другие города Южной Киевщины, а также Брацлав, Винница, Меджибож, Могилёв-Подольский на Брацлавщине. В Летичевском и Каменском уездах значительный размах приобрело движение опришков. В середине апреля 1664 года Иван Серко совершил попытку овладеть резиденцией правобережного гетмана — Чигирином.
Прибытие на Правобережье коронных войск во главе с воеводой русским Стефаном Чарнецким (22 — 25 тысяч солдат вместе с военными слугами) и татарских орд (около 10 — 15 тысяч человек), несмотря на вмешательство в конфликт на стороне восставших левобережных войск гетмана Ивана Брюховецкого, вернуло инициативу в руки польского командования. Уже на начало лета 1664 года Чарнецкому удалось вытеснить с Правобережья запорожских и левобережных казаков, а также укрепить польские форпосты в Паволочи (ныне село Попельнянского района Житомирской области), Белой Церкви, Корсуне (ныне г. Корсунь-Шевченковский), Чигирине, Ставищах (ныне пгт Ставище). Подавление восстания сопровождалось массовыми репрессиями и угоном местного населения в рабство в Крым (захватом ясыря).
Однако восстание продолжалось. Чарнецкий не особо успешно действовал против русских войск (осада Медвина), которые вместе с Брюховецким заняли Канев, Умань и другие города. В начале зимы 1665 года Чарнецкий умер от огнестрельного ранения, полученного при очередной осаде Ставища. Против поляков и их ставленников продолжали действовать брацлавский полковник Василий Дрозденко и овручский полковник Дацко Децик. После поражения от Дрозденко правобережный гетман Павел Тетеря бежал в Польшу. Слабостью польской власти на Правобережье воспользовались крымские татары и османы, провозгласившие новым правобережным гетманом сначала Степана Опару, а затем Петра Дорошенко. Последнему удалось в результате 20-дневной осады Брацлава взять в плен Дрозденко, а Децик тем временем ушёл на Левобережье. Усиление татарского фактора повлияло на прекращение осады Белой Церкви со стороны Брюховецкого и русских войск, которые также отступили на Левобережье. Таким образом, Правобережное восстание затухло.